# Emdjez Edchich
Emdjez Edchich là một đô thị thuộc tỉnh Skikda, Algérie. Dân số thời điểm năm 2002 là 16.756 người.